# Автострада A18 (Італія)

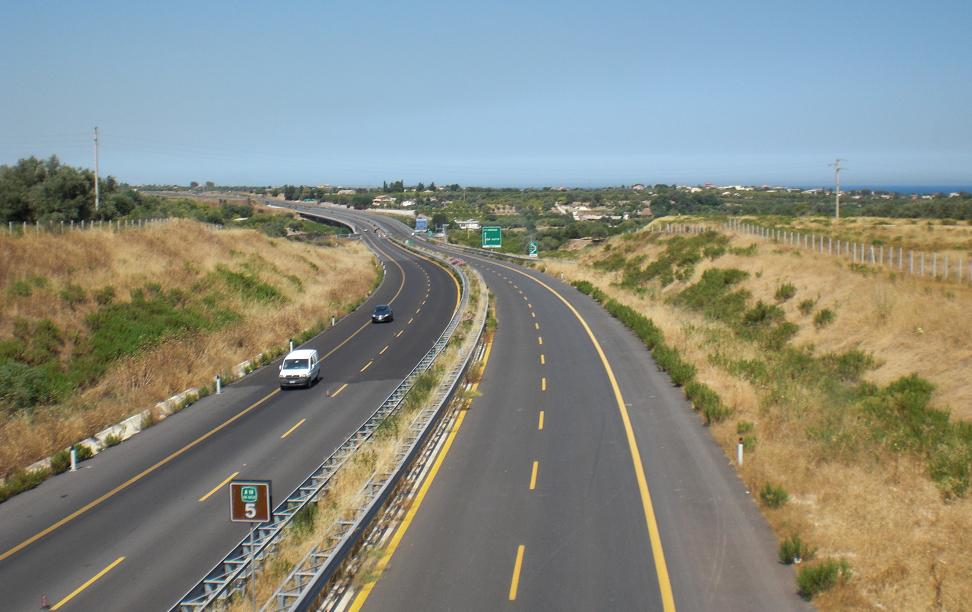
A18 біля виїзду Ното.

Автострада A18 — автомагістраль на узбережжі Іонічного моря Сицилії, має 77 км в довжину, що сполучає Мессіну з Катанією. Автомагістраль пов'язана з A20 Мессіна-Палермо на північному кінці та з A19 Палермо-Катанія через кільцеву дорогу Катанії RA15 на південному кінці. Є також друга ділянка A18, 50 км, у південній частині острова, що тягнеться від Сиракузи до Модiки

## Сиракузи— Рагуза— Гела
Перша частина всього 9,5 км від Сіракуз до Кассібіле відкрито 15 червня 1983 року. Після цього довелося чекати понад 20 років, поки в березні 2008 року не було введено в експлуатацію другу ділянку від Кассібіле до Ното. Остання частина, від Ното до Розоліні, була відкрита для руху в жовтні 2008 року. Частина була відкрита в серпні 2021 року від Розоліні до Іспіка. Остання частина до Модiки була вiдкрита в кiнцi 2023 року.

## Іспіка— Рагуза
Ця частина A18 була розроблена на початку 70-х років і вимагала перепланування, оскільки початковий проєкт мав проходити через археологічні зони та природні заповідники (створені у 80-х та 90-х роках). Новий проєкт був завершений у 2001 році та частково профінансований. Роботи розпочалися в 2014 році на автомагістралі від Розоліні до Іспіка / Поццалло з подальшою ділянкою до Модіки на просунутому етапі. Частину від Розоліні до Іспіка/Поццалло відкрили у серпні 2021 року. Наступну частину Модіки була відкрита наприкінці 2023 року. Влада очікує на подальше фінансування для завершення цієї другої частини A18, яка повинна пролягати до Шиклі та Рагузи.

## Рагуза— Гела
Первісний план A18 мав з'єднати Рагузу з Гелою. Ця частина проєкту перебуває на стадії перепланування, але ще не отримала фінансування.